# 곡그
곡그(영어: Gogg, 일본어: ゴッグ)는 《건담 시리즈》에 등장하는 모빌 슈트(MS)로 분류되는 가공의 유인 조종식 인간형 로봇 병기이다. 1979년에 방영된 TV 애니메이션 《기동전사 건담》에서 처음으로 등장했다.
작품 내에서 적측 세력인 지온 공국군의 양산기로 수중 항행 능력을 가진 수륙양용 모빌슈트(MS)이다. 땅딸막한 거구에 날카로운 손톱을 가진 다관절 구조의 양팔이 특징이며, 양팔을 수납하고 어깨 아머를 닫은 순항 형태로 변형된다.

## 같이 보기
- 기동전사 건담